# Lưu Chu Duẫn
Lưu Chu Duẫn (tiếng Trung: 刘祝润; sinh ngày 6 tháng 10 năm 2001) là một cầu thủ bóng đá chuyên nghiệp người Trung Quốc hiện tại đang thi đấu ở vị trí tiền đạo cho câu lạc bộ Cảng Thượng Hải tại Giải bóng đá ngoại hạng Trung Quốc.

## Sự nghiệp thi đấu

### Cảng Thượng Hải
Lưu Chu Duẫn ra mắt chuyên nghiệp cho câu lạc bộ vào ngày 4 tháng 12 năm 2020, trong trận thua 2-0 trước Jeonbuk Hyundai Motors tại vòng bảng AFC Champions League 2020. Vào ngày 11 tháng 5 năm 2021, anh ra mắt tại Giải bóng đá ngoại hạng Trung Quốc trong trận hòa 0-0 trước Changchun Yatai. Anh ghi bàn thắng đầu tiên cho đội bóng vào ngày 24 tháng 10 năm 2021, trong chiến thắng 3-0 trước Câu lạc bộ bóng đá chuyên nghiệp Đại Liên tại lượt đi của tứ kết Cúp FA Trung Quốc 2021, và kết thúc mùa giải 2021 với 5 bàn thắng, 2 trong số đó ở giải quốc nội và 3 bàn ở Cúp FA Trung Quốc.

## Sự nghiệp quốc tế
Vào ngày 20 tháng 7 năm 2022, anh ra mắt quốc tế cho Trung Quốc trong thất bại 3-0 trước Hàn Quốc tại Cúp bóng đá Đông Á 2022, khi Hiệp hội bóng đá Trung Quốc quyết định cử đội U-23 quốc gia tham dự giải đấu này.

## Thống kê sự nghiệp

### Câu lạc bộ
Tính đến 31 tháng 1 năm 2023.
| Câu lạc bộ          | Mùa giải            | Giải đấu                           | Giải đấu | Giải đấu | Cúp  | Cúp | Châu lục | Châu lục | Khác | Khác | Tổng cộng | Tổng cộng |
| Câu lạc bộ          | Mùa giải            | Hạng                               | Trận     | Bàn      | Trận | Bàn | Trận     | Bàn      | Trận | Bàn  | Trận      | Bàn       |
| ------------------- | ------------------- | ---------------------------------- | -------- | -------- | ---- | --- | -------- | -------- | ---- | ---- | --------- | --------- |
| Cảng Thượng Hải     | 2020                | Giải bóng đá ngoại hạng Trung Quốc | 0        | 0        | 0    | 0   | 1        | 0        | -    | -    | 1         | 0         |
| Cảng Thượng Hải     | 2021                | Giải bóng đá ngoại hạng Trung Quốc | 10       | 2        | 7    | 3   | 0        | 0        | -    | -    | 17        | 5         |
| Cảng Thượng Hải     | 2022                | Giải bóng đá ngoại hạng Trung Quốc | 17       | 2        | 3    | 1   | –        | –        | -    | -    | 20        | 3         |
| Tổng cộng sự nghiệp | Tổng cộng sự nghiệp | Tổng cộng sự nghiệp                | 27       | 4        | 10   | 4   | 1        | 0        | 0    | 0    | 38        | 8         |